# Sepia
För andra betydelser, se Sepia (olika betydelser).
Sepia (av latin sepia 'bläckfisk') är en typ av mörkbrunt vattenlösligt färgämne, som utvinns ur bläckfiskens bläckkörtel. Numera framställs sepiafärgen syntetiskt.
Några av de tidigaste svartvita fotografierna använde inte svart som kontrastfärg till vitt, utan sepia.
I Colour Index har den naturliga sepian beteckningen Natural Brown 9 (C.I. 75500).
Någon färg med namnet sepia finns inte bland de ursprungliga HTML-färgerna eller webbfärgerna (X11). I andra källor ges sepia färgkoordinaterna i boxen härintill.